# Marion, Teksas
Marion je grad u američkoj saveznoj državi Teksas. Prema popisu stanovništva iz 2010. u njemu je živjelo 1.066 stanovnika.